# Ledava
Ledava je rijeka u Austriji, Sloveniji i Mađarskoj, pritok Mure.
Izvire u Austriji kao Lendva Bach i u početku teče k jugozapadu. Dugačka je 71,5 km, a površina njenog sljeva iznosi 715 km². Rijeka ulazi u Sloveniju među selima Serdica i Sotina na Kugli, koja je s 418 metara nadmorske visine najvišji vrh Prekmurja. Pri ulasku nakratko prati Austrijsko-slovensku granicu. U Ropoči prima pritok Lukaj, a poslije se ulijeva u umjetno Ledavsko jezero. 
Nakon istjecanja iz jezera, rijeka mijenja pravac toka i teče u pravcu jugozapada i protječe kroz Mursku Sobotu i općinu Lendava. Malo potom, rijeku izlazi iz Slovenije u Mađarsku u blizini najistočnije točke Slovenije, a neposredno nakon toga se ulijeva u Veliku Krku kao njen desni pritok. Velika Krka se nakon 2 km ulijeva u rijeku Muru kao njen desni pritok.
Budući da je rijeka u prošlosti često plavila, 1970-ih godina Ledava je pregrađena i na njoj je nastalo umjetno Ledavsko jezero. 

## Vanjske poveznice
|  | Zajednički poslužitelj ima još gradiva o temi Ledava |